# Koto Jaya
Koto Jaya is een bestuurslaag in het regentschap Muko-Muko van de provincie Bengkulu, Indonesië. Koto Jaya telt 2073 inwoners (volkstelling 2010).